# بابونه شوشی
بابونه شوشی (نام علمی: Anthemis susiana) نام یک گونه از سرده بابونه است.